# Fotbal Club Costuleni
Fotbal Club Costuleni é um clube de futebol da Moldávia. Seu estádio é o Complexo Esportivo Raional Orhei na capital, situado em Orhei. O clube foi fundado em 1 de junho de 2008 e extinto das competições oficiais em 20 de novembro de 2014.
O clube participou pela primeira vez da terceira divisão da Moldávia (Norte) na temporada 2008-09 e foi campeão. Em 2009-10, o FC Costuleni ganhou a Divisão "A" e foi promovido ao mais alto nível do Futebol Nacional da Moldávia.

## Títulos
- Divisão A – 2009–10
- Divisão B – 2008–09